# Processo Kværner
Il processo Kværner (propriamente Kværner Carbon Black and Hydrogen Process (KCB&H), «processo Kværner al nerofumo e idrogeno») è uno dei metodi sviluppati negli anni ottanta dall'omonima azienda norvegese Kværner Engineering S.A. per la produzione di idrogeno dagli idrocarburi (CnHm), come ad esempio il metano dal gas naturale o dai biogas.

## Descrizione del processo
Gli idrocarburi vengono separati in una torcia al plasma (confronta plasma, arco elettrico) a circa 1.600 °C nei loro costituenti, cioè carbonio puro (carbone attivo) e idrogeno.
Equazione della reazione: {\displaystyle \mathrm {C_{n}H_{m}+energia\rightarrow nC+{\frac {m}{2}}H_{2}} }
Il grande vantaggio rispetto a tutti gli altri metodi di reforming conosciuti (steam reforming, ossidazione parziale, ecc.) è che al posto dell'anidride carbonica si forma carbonio puro e che, quindi, non si producono emissioni significative.
Attraverso l'elevato contenuto di energia di questi prodotti e attraverso l'elevata temperatura del vapore surriscaldato che parimenti si forma, si produce un'efficienza energetica di quasi il 100%. Di questo circa il 48% spetta all'idrogeno, circa il 40% al carbone attivo e il 10% al vapore surriscaldato.